# Anneau atomique
En algèbre commutative — une branche des mathématiques — un anneau atomique est un anneau intègre dans lequel tout élément non nul et non inversible admet une décomposition (non nécessairement unique) en un produit d'éléments irréductibles. Le terme « atomique » est dû à Paul Cohn, qui appelle « atome » un élément irréductible d'un anneau intègre.
Les anneaux factoriels et les anneaux intègres noethériens sont atomiques. Plus généralement, tout anneau intègre satisfaisant la condition de chaîne ascendante sur les idéaux principaux est atomique.

## Motivation
Une propriété essentielle de l'anneau des entiers est sa factorialité, formulée dans le théorème fondamental de l'arithmétique : tout entier différent de 0, 1 et –1 est produit d'entiers irréductibles et de plus, cette décomposition est unique (à l'ordre près des facteurs et à leur signe près) ou, ce qui est équivalent : tout entier irréductible est premier (ce qui vaut aux entiers positifs irréductibles leur nom usuel de nombres premiers).
Aussi, lorsqu'on considère des anneaux abstraits, il est naturel d'étudier une classe d'anneaux plus large que celle des anneaux factoriels en n'imposant plus l'unicité de la décomposition, ce qui conduit à formuler le concept d'anneau atomique.

## Définition
Un anneau intègre R est dit atomique si tout élément x non nul et non inversible de R se décompose en produit d'éléments irréductibles.
Un même facteur irréductible peut figurer plusieurs fois dans une telle expression, appelée factorisation de x.

## Cas particuliers
Dans un anneau atomique, il est possible que différentes factorisations d'un même élément x aient des longueurs différentes. Il est même possible que parmi les factorisations de x il n'y ait pas de limite au nombre de facteurs irréductibles. Si, au contraire, pour tout élément x non nul et non inversible, le nombre de facteurs est borné alors on dit que R est un anneau à factorisation bornée (AFB).
Si les longueurs des factorisations de x admettent un majorant, aucune chaîne de diviseurs propres entre x et 1 ne peut dépasser cette borne, donc il ne peut y avoir aucune suite infinie strictement croissante d'idéaux principaux de R.  Cette condition, appelée condition de chaîne ascendante sur les idéaux principaux (ACCP), implique l'atomicité. Bien que cette implication soit énoncée comme une équivalence dans l'article de Cohn, on sait que la réciproque est fausse.
En fait, les deux implications suivantes sont strictes :
Il existe deux autres conditions dont chacune est strictement plus forte que la condition AFB et strictement plus faible que la factorialité : la condition de semi-factorialité (deux factorisations quelconques d'un élément donné ont la même longueur) et la condition de factorisation finie (tout élément possède un nombre fini de diviseurs non associés).
À l'opposé, Clark a baptisé anneaux de Furstenberg les anneaux intègres dans lesquels tout élément non nul et non inversible a au moins un diviseur irréductible. Cette propriété est strictement plus faible que l'atomicité : par exemple, l'anneau {\displaystyle \mathbb {Z} +X\mathbb {Q} [X]} est de Furstenberg mais non atomique.
Par ailleurs, un anneau est principal si (et seulement si) il est bézoutien et atomique.
Pour que l'anneau de polynômes R[X] soit atomique, il est (nécessaire mais) non suffisant que R soit atomique. En revanche, R[(Xi)i∈I] (que I soit fini ou infini) est un anneau intègre vérifiant ACCP si (et seulement si) R en est un.